# Wolfgang Müns
Wolfgang Müns (* 24. Oktober 1945 in Grimmen) ist ein deutscher Literaturwissenschaftler, Germanist und Historiker.

## Leben
Wolfgang Müns machte sein Abitur 1964 in Grimmen und studierte von 1965 bis 1970 in Rostock und Leipzig Germanistik, Geschichte, Pädagogik, Psychologie und Verlagswesen. Nach dem Studium war er bis 1990 Lektor im Hinstorff Verlag, ab 1978 als Fachgebietsleiter für Niederdeutsch und Kulturgeschichte. In gleichem Fachgebiet war Müns dann bis 1993 im Verlag von Konrad Reich in Rostock tätig.
Ab 1994 war Wolfgang Müns Mitarbeiter des Instituts für niederdeutsche Sprache, von 1996 bis 2012 Bibliothekar der neugegründeten Niederdeutschen Bibliothek der Carl-Toepfer-Stiftung in Hamburg. Er war Kuratoriumsmitglied des Fritz-Reuter-Preises und des Quickborn-Preises sowie Zweiter Vorsitzender der Vereinigung Quickborn in Hamburg.
Er ist Mitglied der Fritz Reuter Gesellschaft und Herausgeber der Briefe, Dokumente, Texte von John Brinckman.
Wolfgang Müns ist seit 1970 mit der Volkskundlerin Heike Müns verheiratet.

## Ehrungen
2005 wurde Müns mit dem Fritz-Reuter-Literaturpreis ausgezeichnet.

## Werke (Auswahl)
- Co-Herausgeber 1978 bis 1998 des Kalenders „Land und Meer“
- mit Jürgen Grambow: Ick weit en Land … Niederdeutsche Gedichte und Reimschwänke aus Mecklenburg/Vorpommern. Rostock 1984.
- Anke van Tharau und andere plattdeutsche Dichtungen hochdeutscher Schriftsteller von Simon Dach bis Herbert Nachbar. Rostock 1987, ISBN 3-356-00076-4.
- mit Konrad Reich: Düwel un Dichter. Smustergrinige un sinnige Geschichten ut een Johrhunnert. Rostock 1987, ISBN 3-356-00080-2.
- als Herausgeber: Dom büst du da? Ick bün de Ridder Unvörzagt. Zwei plattdeutsche Märchen von Ernst Moritz Arndt. Rostock 1988.
- als Herausgeber: Aus Haushalt und Küche der Familie Reuter in Stavenhagen. Das handschriftliche Kochbuch der Lisette Reuter von 1827. Rostock 1990.
- mit Jürgen Grambow: Die Rostocker Sieben und andere Merkwürdigkeiten [Belletrist. Anthologie]. Rostock 1993
- Autor und Erarbeiter der Folgen 8–12 des Lexikons niederdeutscher Autoren (= Schriften des Instituts für niederdeutsche Sprache). Leer 1998–2004.
- als Herausgeber mit Jürgen Grambow: Unmerklich tanzt die Zeit. Rügen – Deutschlands äußerster Norden. Rostock 1998.
- als Herausgeber: Die norddeutsche Küche von Elise und John Brinckman. Das handschriftliche Kochbuch von Frau Elise Brinckman. Rostock 1999.
- mit Jürgen Grambow: Bernsteinhexe und Kaiserbäder. Lesen von Usedom. Rostock 1999, ISBN 3-356-00828-5.
- mit Jürgen Grambow: Güstrow. Eine Stadt wie in der Toskana. Rostock 2000.
- mit Jürgen Grambow: " … Man wünscht, alles dies möchte kein Ende nehmen". Mecklenburg. Ein Lesebuch. Rostock 2001.
- mit Jürgen Grambow: Dünenberge, Schlendrian und Erzählkulissen. Pommern. Ein Lesebuch I, ISBN 3-356-01013-1.
- mit Jürgen Grambow: Blag-Öschen un spökende Buern. Pommern. Ein Lesebuch II. Rostock 2003, ISBN 3-356-01012-3.
- mit Friedrich W. Michelsen, Dirk Römmer und Jürgen Meier: Dat 's ditmal allens, wat ik weten do, op'n anner Mal mehr … 100 Jahre Quickborn. Festschrift. Hamburg 2004
- Ehren „Namen hefft“ se „van dem schonen Springe, de to Suden daran Dach un Nacht lopt, wo hart it frust...“. 100 Jahre Zeitschrift „Quickborn“. Festschrift. Hrsg. von Wolfgang Müns. Hamburg 2007.
- Man mag sik kehrn un kanten as man will, noch jümmer is der 'n Eck, wo man ni wen is. 100. Jahrgang der Zeitschrift „Quickborn“. Festschrift. Hrsg. von Wolfgang Müns. Hamburg 2010